# Vyacheslav Tikhonov
Vyacheslav Vasilevich Tikhonov (em russo:  Тихонов, Вячеслав Васильевич) (Pavlovsky Posad, 8 de fevereiro de 1928 – Moscou, 4 de dezembro de 2009) foi um ator russo.